# Pseudohalógeno

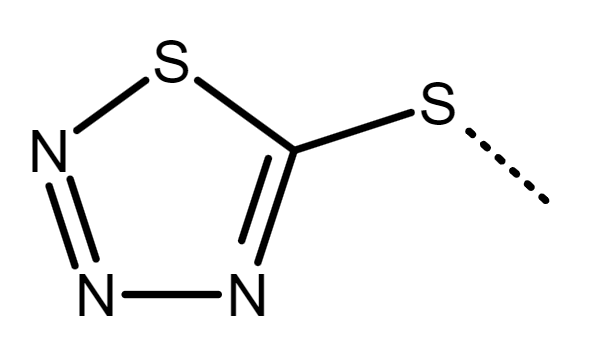
Grupo 1,2,3,4-tiatriazol-5-iltio

Un pseudohalógeno (que significa "falso" halógeno) es un compuesto inorgánico binario cuya fórmula química tiene la forma general Ps-Ps o Ps-X, donde Ps es un grupo pseudohalógeno tal como cianuro, cianato, tiocianato, azida, etc., y X es un "verdadero" halógeno. No todas las combinaciones conocidas son estables.

## Ejemplos de pseudohalógenos
Ejemplos de pseudohalógenos simétricos (Ps-Ps) incluyen cianógeno (CN)2, tiocianógeno (SCN)2, selenorhodano (SeCN)2, azidoditiocarbonato (N3CS2)2. Otro pseudohalógeno simétrico complejo es el octacarbonil dicobalto, Co2(CO)8. Esta sustancia puede ser considerada como un dímero del hipotético tetracarbonilo de cobalto, Co(CO)4.
Ejemplos de pseudohalógenos no simétricos (Ps-X) son los haluros de cianógeno (ICN, ClCN, BrCN), y otros compuestos. Algunas veces el cloruro de nitrosilo, NOCl, es también considerado como un pseudohalógeno.

## Pseudohaluros
Los pseudohaluros son los aniones (o grupos funcionales) de los grupos pseudohalógenos correspondientes tales como cianuros, cianatos, isocianatos, y algunos compuestos orgánicos de nitrógeno como tiocianatos e isotiocianatos, selenorhodanidas, telurorhodanidas y azidas.
Un pseudohaluro complejo común es el tetracarbonilcobaltato [Co(CO)4-]. El compuesto HCo(CO)4 es de hecho un ácido bastante fuerte, aunque su baja solubilidad lo vuelve no tan fuerte como los verdaderos ácidos halogenhídricos.
El comportamiento y las propiedades químicas de los pseudohaluros mostrados son idénticos a los de los verdaderos iones haluro. La presencia de los dobles enlaces o triples enlaces internos no parece afectar su comportamiento químico. Por ejemplo, pueden formar ácidos fuertes del tipo HX (comparar HCl con HCo(CO)4), y pueden reaccionar con metales para formar compuestos como MX (comparar NaCl con NaN3). 
Los nanoclusters de aluminio (a veces referidos como superátomos) son a veces considerados como pseudohaluros debido a que, del mismo modo, se comportan químicamente como iones haluro, formando Al13I2− (análogo a I3−) y compuestos similares. Esto es debido a los efectos del enlace metálico en pequeñas escalas.